# Fundulus heteroclitus
Fundulus heteroclitus is een soort van de straalvinnige vissen uit de familie van de killivisjes (Fundulidae). De wetenschappelijke naam van de soort is voor het eerst geldig gepubliceerd in 1766 door Linnaeus.

## Invasieve uitheemse soort
Vanaf augustus 2024 zal deze soort opgenomen worden op de lijst van invasieve exoten die zorgwekkend zijn voor de Europese Unie. Dit betekent dat deze vis niet langer in de Europese Unie mag worden ingevoerd, vervoerd, gecommercialiseerd, gekweekt, gebruikt, uitgewisseld of vrijgelaten in de natuur. Bovendien mogen mag hij niet langer worden gehouden, uitgezonderd in het geval van gezelschapsdieren die werden verworven tot 1 jaar na de opname van de soort op de Unielijst. Onderzoekers kunnen een speciale afwijking aanvragen bij de bevoegde overheid.